# Gorguts
A Gorguts kanadai death metal  zenekar, mely a Québec tartományban található Sherbrooke városában alakult 1989-ben. Pályafutása során számos tagcserén átesett a zenekar, biztos pontot a gitáros/énekes Luc Lemay jelent, aki fő dalszerző is egyben. Eddig öt nagylemezt adtak ki, valamint egy EP-t, utóbbi Pleiades' Dust címmel 2016 májusában jelent meg. Eleinte hagyományos death metalt játszottak, a második albumukkal kezdve zenéjük sokkal technikásabb hangzású, miközben több zenei stílus elemeit is vegyítik, így sokan az avantgárd metal műfajba sorolják a későbbi lemezeiket.

## Diszkográfia
- ...And Then Comes Lividity (demo, 1990)
- Considered Dead (1991)
- The Erosion of Sanity (1993)
- Obscura (1998)
- From Wisdom to Hate (2001)
- Demo Anthology (válogatás, 2003)
- Live in Rotterdam (koncertalbum, 2006)
- Colored Sands (2013)
- Pleiades' Dust (EP, 2016)